# Естепа-де-Сан-Хуан
Естепа-де-Сан-Хуан (ісп. Estepa de San Juan) — муніципалітет в Іспанії, у складі автономної спільноти Кастилія-і-Леон, у провінції Сорія. Населення — 9 осіб (2010).
Муніципалітет розташований на відстані близько 200 км на північний схід від Мадрида, 21 км на північний схід від Сорії.

## Демографія
Динаміка населення (INE ):